# 谢尔盖·郑
谢尔盖·尤里耶维奇·郑（羅馬化：Sergey Yur'yevich Ten；1976年8月25日—），他的姓氏也可按俄语译作捷恩或坚，是一位具有高丽族血统的俄罗斯政治人物，第六届、第七届和第八届国家杜马的代表。
1999年至2001年，谢尔盖担任Trud CJSC财产和战略发展副总经理。2003年，他被任命为该组织的负责人；他一直担任这一职位直到2011年。从2006年到2009年，谢尔盖担任统一俄罗斯党青年近卫军伊尔库茨克分部的负责人。2011年、2016年、2021年分别当选伊尔库茨克州选区第六届、第七届、第八届国家杜马代表。

## 制裁
谢尔盖于2022年因俄乌战争而受到加拿大和英国政府制裁。